# Piaroa bacata
Espèce
Piaroa bacata est une espèce de schizomides de la famille des Hubbardiidae.

## Distribution
Cette espèce est endémique du département de Cundinamarca en Colombie. Elle se rencontre vers Cachipay et Zipacón.

## Étymologie
Cette espèce est nommée en l'honneur de Bacatá.

## Publication originale
- Moreno-González, Delgado-Santa & Armas, 2014 : Two new species of Piaroa (Arachnida: Schizomida, Hubbardiidae) from Colombia, with comments on the genus taxonomy and the flagellar setae pattern of Hubbardiinae. Zootaxa, no 3852(2), p. 227-251.